# フィリップ・コクー
フィリップ・ジョン・ウィリアム・コクー（Phillip John William Cocu, 1970年10月29日 - ）は、オランダ・北ブラバント州・アイントホーフェン出身の元同国代表サッカー選手、現サッカー指導者。
本来のポジションは攻撃的ミッドフィールダーまたは守備的ミッドフィールダーであるが、タックル能力、状況判断力、チームプレーに優れているため、チーム事情によってはセンターバックやフォワードなどとしてもプレーした。本人は「一番好きなのは左サイドハーフであり、得点することだ」と語っている。

## クラブ経歴
初期の経歴
1970年10月29日、フィリップ・ジョン・ウィリアム・コクーは北ブラバント州・アイントホーフェンに生まれた。生年月日はエドウィン・ファン・デル・サールとまったく同じである。2歳の時にヘルダーラント州・アーネムへ引っ越し、子供のころはアヤックス・アムステルダムを応援していたという。AFC'34とDCSザフェナールというアマチュアクラブでプレーし、1988年、17歳の時にAZアルクマールに入団してプロデビューした。1990年にはSBVフィテッセに移籍したが、デビュー戦となったスパルタ・ロッテルダム戦で右足を骨折した。1992年には怪我が完治し、エールディヴィジでの5位躍進とUEFAカップ出場権獲得の助けとなった。フィテッセ時代にはAFCアヤックスが2度も彼の獲得を試みたが、1995年、ディック・アドフォカート監督が率いる故郷の名門クラブPSVアイントホーフェンに移籍した。
PSVアイントホーフェン
1995-96シーズンにはKNVBカップで優勝し、1996年夏にはヨハン・クライフ・シャールを獲得した。この頃のPSVアイントホーフェンはDFヤープ・スタム、DFアーサー・ニューマン、FWボウデヴィン・ゼンデン、MFヴィム・ヨンクなどが主力として活躍し、FWロナウドやFWルク・ニリスとも一緒にプレーしている。1996-97シーズンにはエールディヴィジ優勝を果たした。
FCバルセロナ
1998 FIFAワールドカップ後、オランダ人のルイス・ファン・ハール監督が率いるリーガ・エスパニョーラのFCバルセロナに移籍した。1998-99シーズンにはリーガ・エスパニョーラ2連覇を果たすと、1999年夏にはDFフランク・デ・ブール、MFロナルド・デ・ブール、ゼンデンなどのオランダ人選手が加入した。ファン・ハール監督は同郷の選手を多数呼び寄せ、1998年から2000年頃にはコクーの他にデ・ブール兄弟、FWパトリック・クライファート、ゼンデン、GKルート・ヘスプ、DFミハエル・ライツィハー、DFウィンストン・ボハルデ、FWマルク・オーフェルマルスなどオランダ人が数多く在籍していたため、オランイェ・バルセロナ(Oranje Barcelona)やアヤックス・バルセロナ(Ajax Barcelona)などと呼ばれた。2003年夏に在籍していたオランダ人選手はコクーの他にクライファート、ライツィハー、オーフェルマルス、DFジョバンニ・ファン・ブロンクホルストであり、再びオランダ人のフランク・ライカールト監督が就任した。FCバルセロナでは外国人最多出場記録を塗り替える公式戦通算292試合に出場した。
PSVアイントホーフェン復帰
FCバルセロナからは新契約を提示されていたが、UEFA欧州選手権2004の開幕前に古巣PSVアイントホーフェン移籍を決めた。2004-05シーズンのUEFAチャンピオンズリーグではMFマルク・ファン・ボメル、韓国代表のMF朴智星、スイス代表のMFヨハン・フォーゲルなどと3人の中盤を構成し、準決勝進出の快挙を遂げた。準決勝のACミラン戦セカンドレグではロスタイムにボレーシュートを決めたが、最終的には2試合合計3-3(ag)で敗れている。2004-05シーズンから2シーズン連続でリーグ優勝を果たし、2006年夏には現役引退の可能性もあったが、クラブ側の慰留もあって現役続行を決めた。2007年4月29日のSBVフィテッセ戦がPSVアイントホーフェンでの最終戦となったが、この試合でコクーはリーグ3連覇を決定づける5点目を決めている。PSVアイントホーフェンでの晩年はそのプレースタイルの劇的な変化から「メタモルフォーゼ（変態）」と表現されるほどの輝きを放った。
アル・ジャジーラ
PSVアイントホーフェンとの契約を延長せず、2007年8月15日、アラブ首長国連邦のアル・ジャジーラと1年契約を結んだ。契約が満了した2008年夏に現役引退した。

## 代表経歴

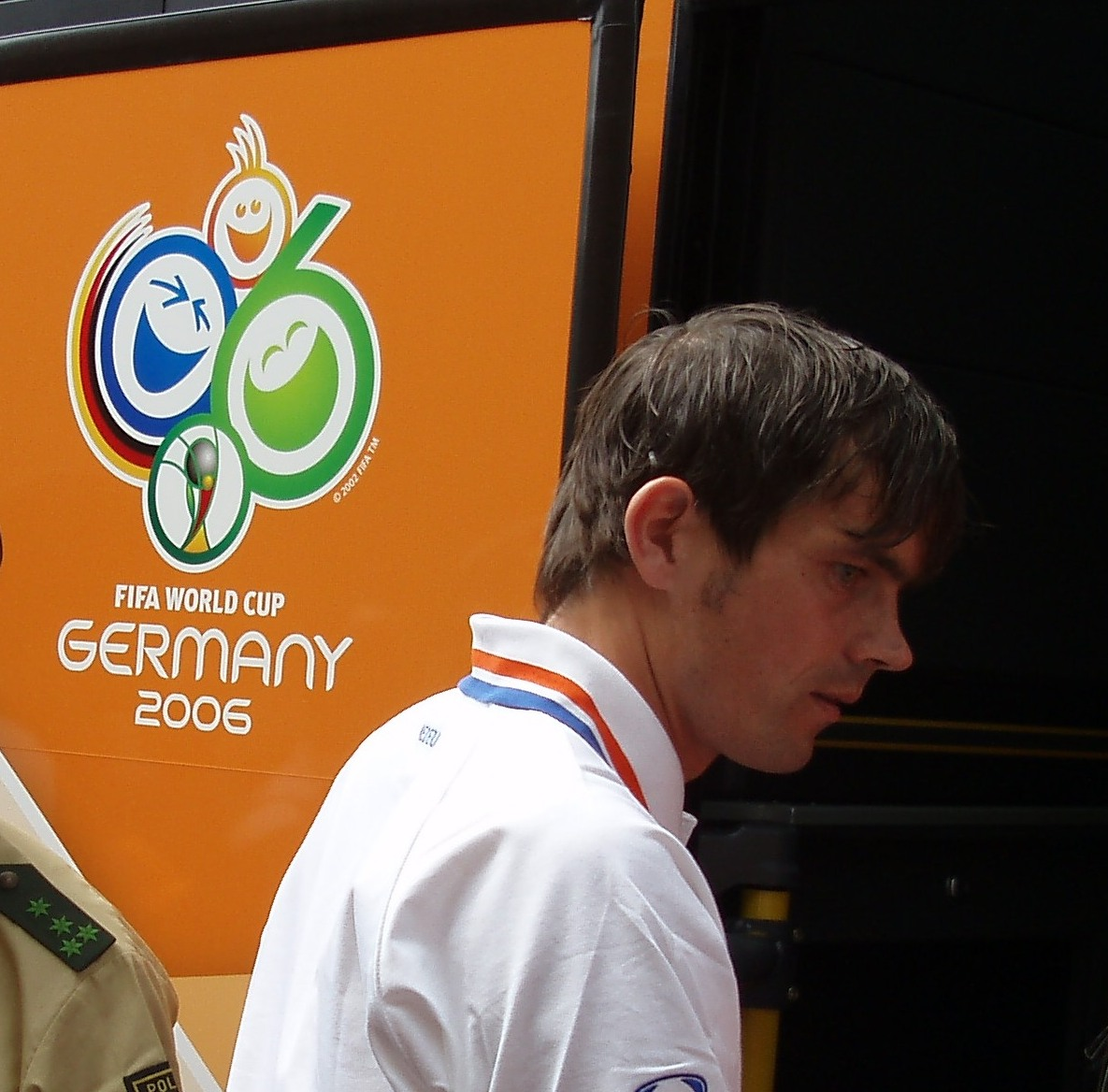
2006 FIFAワールドカップでのコクー

PSVアイントホーフェンでの活躍が評価されてオランダ代表に初招集され、1996年4月24日のドイツとの親善試合でデビューした。同年夏にはUEFA欧州選手権1996のメンバーにも選ばれている。1998年までにレギュラーの座を獲得し、フース・ヒディンク監督によってフランスで開催された1998 FIFAワールドカップのメンバーに選ばれ、大会中は試合ごとに異なるポジションで起用されている。準決勝のブラジル戦では左サイドバックのレギュラーであったDFアーサー・ニューマンが出場停止中であり、控えのDFウィンストン・ボハルデは試合前の練習で膝を負傷したため、コクーが左サイドバックとして出場したが、PK戦の3番手としてPKを失敗して大会からの敗退が決まった。コクー自身はグループリーグで2得点という結果を残した。2000年には母国開催のUEFA欧州選手権2000に出場し、2004年にはポルトガルで開催されたUEFA欧州選手権2004にキャプテンとして臨んだ。2006 FIFAワールドカップ・ヨーロッパ予選では中盤の軸として活躍し、予選12試合を戦って10勝を挙げて本大会出場を決めた。ドイツで開催された2006 FIFAワールドカップ本大会では4試合すべてに出場し、大会終了後に代表を退いた。2009年7月25日にはフィリップス・スタディオンで引退記念試合が行われた。

## 指導者経歴
2008年4月、ベルト・ファン・マルワイク監督が率いるオランダ代表のアシスタントコーチに就任した。
2008年夏にはPSVアイントホーフェンのユースチーム監督に就任したが、トップチームのフーブ・ステフェンス監督が退任してフレット・ルッテン監督が就任すると、トップチームのアシスタントコーチに就任した。
2012年3月12日にルッテン監督の解任に伴い、暫定的に監督へ昇格し最終節まで務めた。
2013年5月13日に正式にPSVの監督に就任することが発表された。
2018年6月22日、フェネルバフチェSKの監督に就任した。

## 個人成績
| クラブ           | シーズン | リーグ | リーグ | カップ | カップ | 国際大会 | 国際大会 | 通算 | 通算 |
| クラブ           | シーズン | 出場   | 得点   | 出場   | 得点   | 出場     | 得点     | 出場 | 得点 |
| ---------------- | -------- | ------ | ------ | ------ | ------ | -------- | -------- | ---- | ---- |
| AZ               | 1988-89  | 15     | 4      | 2      | 1      | —        | —        | 17   | 5    |
| AZ               | 1989-90  | 35     | 4      | 1      | 0      | —        | —        | 36   | 4    |
| AZ               | 通算     | 50     | 8      | 3      | 1      | 0        | 0        | 53   | 9    |
| フィテッセ       | 1990–91  | 8      | 0      | 0      | 0      | 0        | 0        | 8    | 0    |
| フィテッセ       | 1991–92  | 33     | 3      | 2      | 0      | —        | —        | 35   | 3    |
| フィテッセ       | 1992–93  | 34     | 6      | 2      | 1      | 6        | 1        | 42   | 8    |
| フィテッセ       | 1993–94  | 33     | 11     | 1      | 0      | 2        | 0        | 36   | 11   |
| フィテッセ       | 1994–95  | 29     | 5      | 1      | 1      | 2        | 0        | 32   | 6    |
| フィテッセ       | 通算     | 137    | 25     | 6      | 2      | 10       | 1        | 153  | 28   |
| PSV              | 1995–96  | 29     | 12     | 4      | 2      | 8        | 2        | 41   | 16   |
| PSV              | 1996–97  | 34     | 8      | 3      | 0      | 4        | 1        | 41   | 9    |
| PSV              | 1997–98  | 32     | 11     | 6      | 5      | 6        | 1        | 44   | 17   |
| PSV              | 通算     | 95     | 31     | 13     | 7      | 18       | 4        | 126  | 42   |
| バルセロナ       | 1998–99  | 36     | 12     | 5      | 0      | 5        | 0        | 46   | 12   |
| バルセロナ       | 1999–00  | 35     | 6      | 4      | 0      | 14       | 2        | 53   | 8    |
| バルセロナ       | 2000–01  | 35     | 3      | 7      | 0      | 13       | 1        | 55   | 4    |
| バルセロナ       | 2001–02  | 34     | 2      | 0      | 0      | 16       | 0        | 50   | 2    |
| バルセロナ       | 2002–03  | 29     | 3      | 0      | 0      | 10       | 2        | 39   | 5    |
| バルセロナ       | 2003–04  | 36     | 5      | 5      | 0      | 7        | 1        | 48   | 6    |
| バルセロナ       | 通算     | 205    | 31     | 21     | 0      | 65       | 6        | 291  | 37   |
| PSV              | 2004–05  | 29     | 6      | 3      | 1      | 13       | 3        | 45   | 10   |
| PSV              | 2005–06  | 33     | 10     | 5      | 2      | 8        | 1        | 46   | 13   |
| PSV              | 2006–07  | 32     | 7      | 3      | 1      | 7        | 0        | 42   | 8    |
| PSV              | 通算     | 94     | 23     | 11     | 4      | 28       | 4        | 133  | 31   |
| アル・ジャジーラ | 2007-08  | 17     | 4      | 0      | 0      | 0        | 0        | 17   | 4    |
| アル・ジャジーラ | 通算     | 17     | 4      | 0      | 0      | 0        | 0        | 17   | 4    |
| 総通算           | 総通算   | 598    | 122    | 54     | 14     | 121      | 15       | 773  | 151  |

## 代表歴

### 出場大会
- オランダ代表
  - 1998 FIFAワールドカップ
  - 2006 FIFAワールドカップ

### 試合数
- 国際Aマッチ 101試合 10得点（1996年-2006年）[6][7]

| オランダ代表 | 国際Aマッチ | 国際Aマッチ |
| 年           | 出場        | 得点        |
| ------------ | ----------- | ----------- |
| 1996         | 9           | 2           |
| 1997         | 6           | 0           |
| 1998         | 15          | 2           |
| 1999         | 7           | 0           |
| 2000         | 13          | 0           |
| 2001         | 8           | 1           |
| 2002         | 7           | 1           |
| 2003         | 9           | 1           |
| 2004         | 13          | 1           |
| 2005         | 7           | 2           |
| 2006         | 7           | 0           |
| 通算         | 101         | 10          |

## 監督成績
2019年7月5日現在
| クラブ             | 就任          | 退任           | 記録 | 記録 | 記録 | 記録 | 記録 | 記録 | 記録 | 記録   |
| クラブ             | 就任          | 退任           | 試   | 勝   | 分   | 敗   | 得   | 失   | 差   | 勝率   |
| ------------------ | ------------- | -------------- | ---- | ---- | ---- | ---- | ---- | ---- | ---- | ------ |
| PSV                | 2012年3月12日 | 2012年6月30日  | 12   | 9    | 1    | 2    | 31   | 12   | +19  | 075.00 |
| PSV                | 2013年7月1日  | 2018年6月30日  | 220  | 144  | 36   | 40   | 466  | 212  | +254 | 065.45 |
| フェネルバフチェSK | 2018年7月1日  | 2018年10月28日 | 15   | 4    | 5    | 6    | 20   | 16   | +4   | 026.67 |
| ダービー           | 2019年7月5日  | 2020年11月14日 | 65   | 21   | 18   | 26   | 74   | 90   | −16  | 032.31 |
| 合計               | 合計          | 合計           | 312  | 177  | 60   | 75   | 590  | 348  | +242 | 056.73 |

## タイトル

### 選手時代
PSVアイントホーフェン
- エールディヴィジ：4回（1996-97、2004-05、2005-06、2006-07）
- ヨハン・クライフ・シャール：2回（1996、1997）
- KNVBカップ：2回（1995-96、2004-05）

FCバルセロナ
- プリメーラ・ディビシオン：1回（1998-1999）

アル・ジャジーラ・クラブ
- ガルフ・クラブ・チャンピオンズカップ：1回（2007）

### 指導者時代
PSVアイントホーフェン
- エールディヴィジ：3回（2014-15、2015-16、2017-18）
- KNVBカップ：1回（2011-12）
- ヨハン・クライフ・スハール：1回（2015、2016）